# Yoyo (película)
Yoyo, también conocida como Yo-yo y Yo Yo, es una película de comedia francesa de 1965 dirigida y protagonizada por Pierre Étaix. La historia sigue al hijo de un millonario desde la década de 1920 hasta la de 1960. Después de perder su fortuna en la caída de la bolsa de valores, se une a una jinete y se convierte en payaso de circo. La película fue inscripta en el Festival de Cine de Cannes de 1965.

## Sinopsis
Yoyo es el hijo de un multimillonario de los años 20 que, aunque tiene todo lo que le apetece y vive en un antiguo castillo cavernoso, no es feliz, imaginando la vida sencilla de una bella actriz de circo. Cuando la bolsa de valores se derrumba, dejándolo pobre y libre, se une al circo donde actúa su interés amoroso y se enamora locamente. Tienen un hijo que comienza en el circo como payaso, pero luego se convierte en un actor exitoso y usa su nueva riqueza para comprar de nuevo el castillo de su padre.

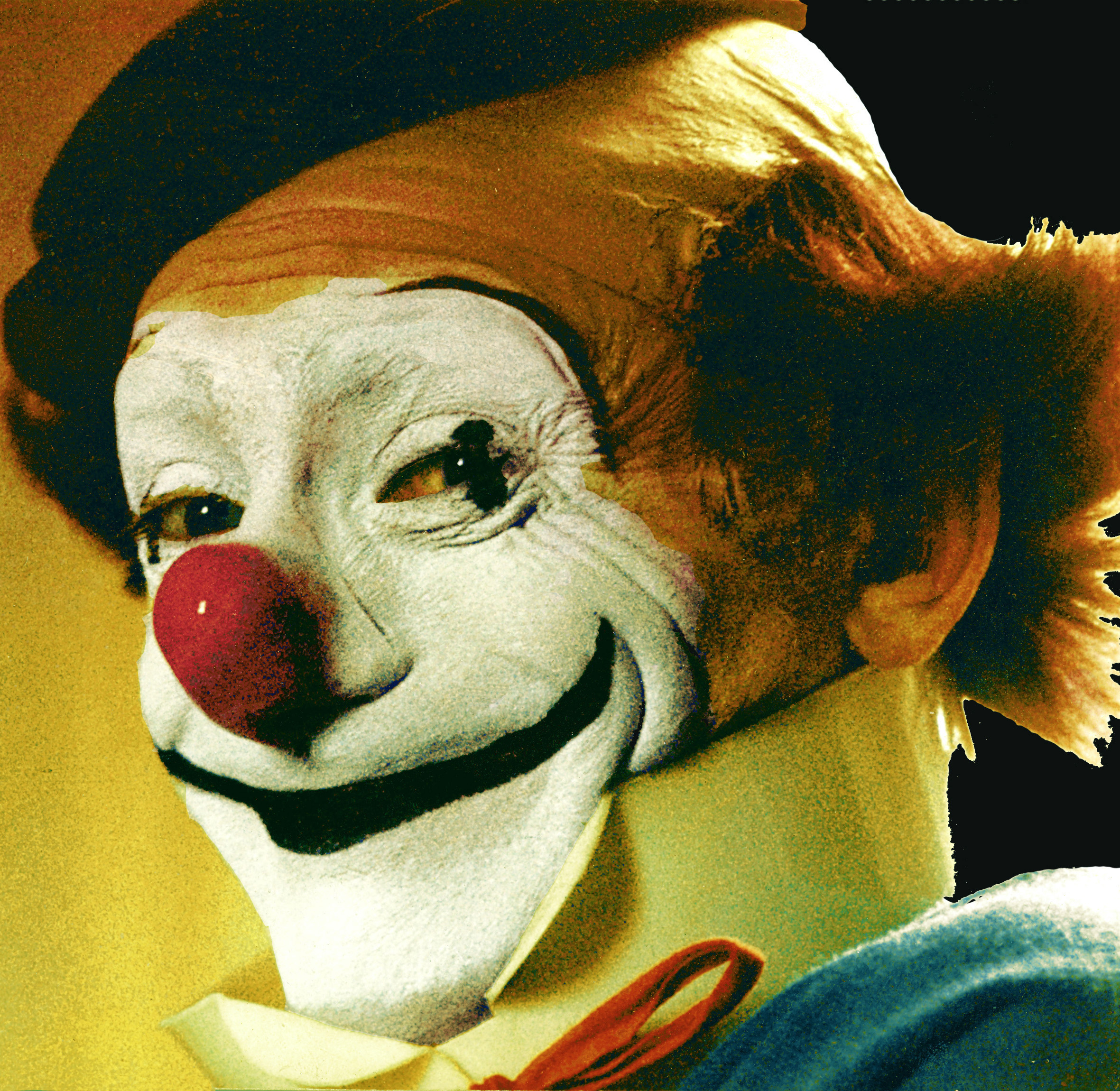
Étaix como Yoyo en 2012

- Pierre Étaix como Yoyo/el millonario;
- Claudine Auger como Isolina;
- Philippe Dionnet como Yoyo de niño;
- Luce Klein como la jinete;
- Siam como un payaso;
- Pipo como un payaso;
- Dario como un payaso;
- Mimile como un payaso;
- Martine de Breteuil como Madame de Briac;
- Roger Trapp como Leroy.

## Lanzamiento
La película se estrenó en los cines franceses el 19 de febrero de 1965. Compitió en el Festival de Cine de Cannes de 1965, donde recibió el premio OCIC. Fue lanzada en los Estados Unidos el 28 de febrero de 1967 a través de Magna Pictures Distribution.

## Recepción
La película recibió críticas duras en Francia, lo que afectó a la próxima película de Étaix, Mientras haya salud. Jean-Luc Godard incluyó a Yoyo en su lista de las diez mejores películas de 1965. El comediante estadounidense Jerry Lewis vio la película durante una visita a Francia y la disfrutó tanto que pidió conocer a su creador. Un equipo de televisión francés que había sido designado para entrevistar a Lewis capturó la reunión, donde los dos comediantes, limitados por la barrera del idioma, hicieron impresiones de las rutinas de comedia de cada uno y de los actos de payasos improvisados juntos. Lewis eligió más tarde a Étaix en su propia película inédita El día que el payaso lloró.
Bosley Crowther de The New York Times revisó la película tras el lanzamiento en Estados Unidos:

El señor Etaix tiene un talento maravilloso. Es un maestro del mimetismo sutil y toca todo tipo de pequeños incidentes encantadores con gran sensibilidad e ingenio. [...] Pero ese es el problema con su fotografía. Es demasiado casual, fragmentada y suelta. Es como si el señor Etaix estuviera escribiendo su guion a medida que avanza, lanzando escenas que recuerdan de la película de otra persona, dejándose hacer algo (también interpreta varios papeles menores sin atribuirse el mérito por ellos) más para mostrar su virtuosismo que para desarrollar una historia y un personaje.

En 2007, Time Out London describió la película como «posiblemente la mejor de las características de Etaix» y escribió que «Etaix tiene la astringencia suficiente para mantener a raya el sentimentalismo, y su dominio de la mordaza visual justifica ampliamente el entusiasmo de Jerry Lewis por la película, que está singularmente bellamente filmada por Jean Boffety.»